# Тханьхоа (місто)
Тханьхоа (listenⓘ, в'єт. Thanh Hóa) — місто у В'єтнамі, адміністративний центр провінції Тханьхоа. Населення близько 200 000 чоловік. Пов'язаний дорогами зі столицею і являє собою зростаючий торговельний та індустріальний центр.

## Географія
Розташований на південь від дельти Червоної річки за 137 кілометрів на південь від Ханоя на притоці річки Ма.

### Клімат
Місто знаходиться у зоні, котра характеризується кліматом тропічних саван. Найтепліший місяць — червень із середньою температурою 29.4 °C (85 °F). Найхолодніший місяць — січень, із середньою температурою 17.8 °С (64 °F).
| Клімат Тханьхоа         | Клімат Тханьхоа | Клімат Тханьхоа | Клімат Тханьхоа | Клімат Тханьхоа | Клімат Тханьхоа | Клімат Тханьхоа | Клімат Тханьхоа | Клімат Тханьхоа | Клімат Тханьхоа | Клімат Тханьхоа | Клімат Тханьхоа | Клімат Тханьхоа | Клімат Тханьхоа |
| Показник                | Січ.            | Лют.            | Бер.            | Квіт.           | Трав.           | Черв.           | Лип.            | Серп.           | Вер.            | Жовт.           | Лист.           | Груд.           | Рік             |
| Абсолютний максимум, °C | 32              | 35              | 38              | 41              | 41              | 41              | 42              | 41              | 38              | 37              | 35              | 31              | 42              |
| Середній максимум, °C   | 21              | 21              | 23              | 27              | 32              | 33              | 33              | 32              | 31              | 28              | 25              | 22              | 27              |
| Середня температура, °C | 17              | 18              | 20              | 23              | 27              | 29              | 29              | 28              | 27              | 24              | 21              | 18              | 23              |
| Середній мінімум, °C    | 14              | 15              | 17              | 20              | 23              | 25              | 25              | 25              | 23              | 21              | 18              | 15              | 20              |
| Абсолютний мінімум, °C  | 5               | 7               | 8               | 11              | 15              | 19              | 20              | 18              | 16              | 13              | 6               | 6               | 5               |
| Норма опадів, мм        | 20              | 30              | 40              | 50              | 170             | 170             | 210             | 260             | 360             | 250             | 80              | 20              | 1720            |
| Днів з дощем            | 2               | 2               | 3               | 4               | 5               | 11              | 13              | 14              | 15              | 12              | 6               | 2               | 93              |
| Вологість повітря, %    | 81              | 86              | 90              | 88              | 83              | 81              | 81              | 85              | 86              | 85              | 85              | 83              | 85              |
| ----------------------- | --------------- | --------------- | --------------- | --------------- | --------------- | --------------- | --------------- | --------------- | --------------- | --------------- | --------------- | --------------- | --------------- |
| Джерело: Weatherbase    |                 |                 |                 |                 |                 |                 |                 |                 |                 |                 |                 |                 |                 |

## Історія
У стародавній історії країни Тханьхоа відомий тим, що у його околицях почалося антикитайське повстання, яке очолив Ле Лой. Саме йому стоїть пам'ятник у центрі міста.
У роки В'єтнамської війни Тханьхоа було повністю зруйновано і згодом відбудовано заново. В історії війни він став відомим завдяки розташованому неподалік мосту Паща дракона, який піддавався неодноразовим бомбардуванням американської авіації та у небі над яким було збито багато американських літаків.